# 황호령
황호령(1984년 10월 15일 ~ )은 대한민국의 전직 축구 선수이다. 현역 시절 포지션은 미드필더였다. 현재 제주 유나이티드의 U-15팀인 제주중학교의 코치이다.